# Чимокроче (Лука)
Чимокроче је насеље у Италији у округу Лука, региону Тоскана.
Према процени из 2011. у насељу је живело 31 становника. Насеље се налази на надморској висини од 548 м.